# 摩天楼の頂上でランチ

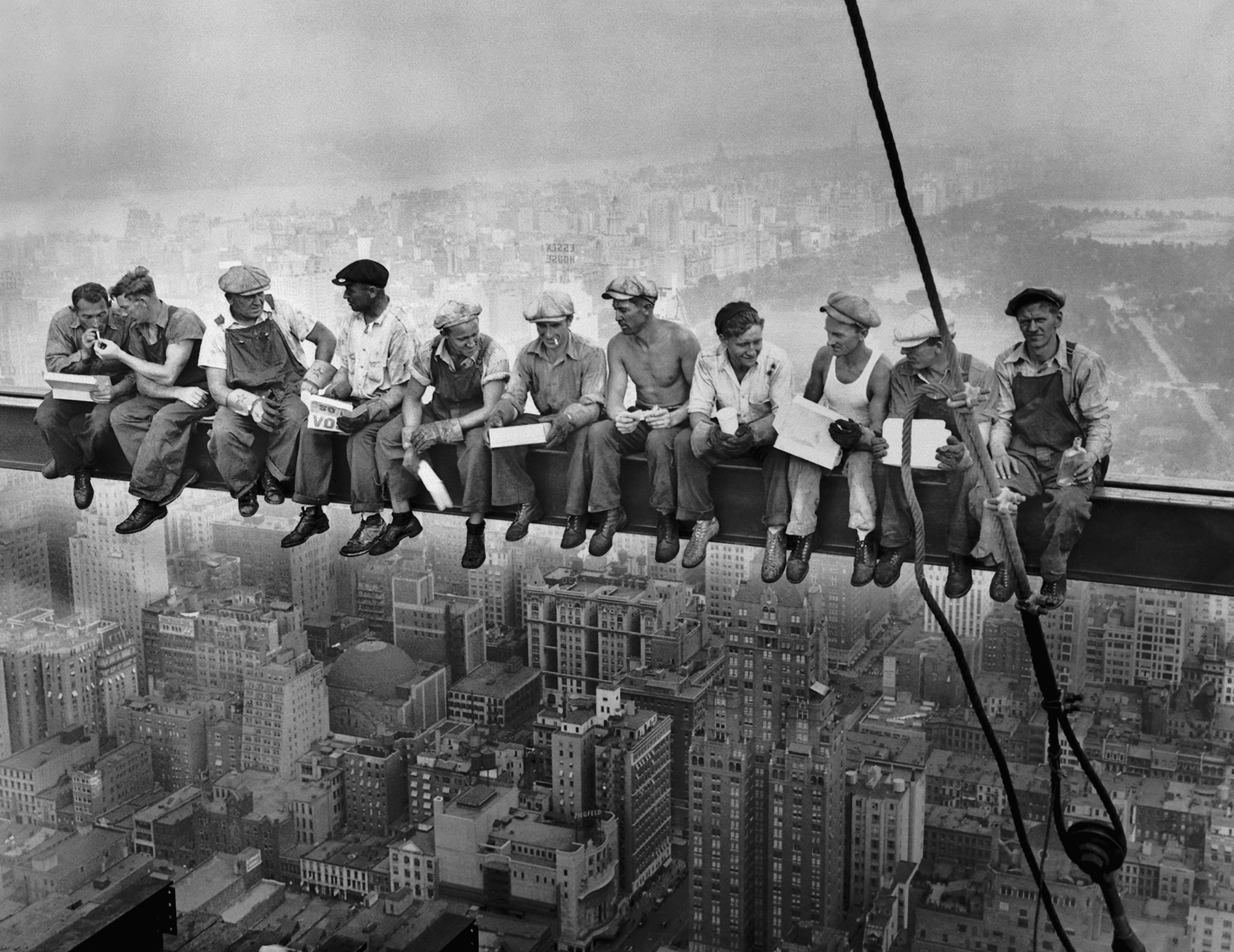
摩天楼の頂上でランチ（1932年）

『摩天楼の頂上でランチ』（まてんろうのちょうじょうでランチ、Lunch atop a Skyscraper）は、ビルのクロスビーム(横桁)に腰かけ、地上256メートルで足をぶらつかせながら昼食をとる11人の建設作業員をとらえた白黒写真で、ニューヨーク市のロックフェラー・センターにあったRCAビル（2015年にコムキャスト・ビルディングと改名）の建設中に撮影された。勇壮な風景と牧歌的な日常とが同居したこの写真は、アメリカ史の一時代を切り取ったと称され高い人気を誇る一方で、2000年代に入っても撮影者やモデルなどに謎の多い作品である。

## 作品
マンハッタンの上空で安全ハーネスを身につけずに昼食を楽しむ作業員の姿は、人々が安全に問題があろうともただ職を得ただけで喜んでいた大恐慌という時代をよくとらえている。写真家のジェシー・ニューマンは、最も有名な写真の一つでありながら謎のほうが多いこの作品に触れて次のように語っている。
キング牧師やアインシュタインなどの有名な写真を数多く収録しているコービス社のカタログのなかでも、この作品は特に人気が高く、そしてよく売れるという。

### 来歴
「摩天楼の頂上でランチ」は1932年9月20日に、完成を間近に控えたアール・デコの摩天楼であるRCAビルの69階で撮影され、10月2日、ニューヨーク・ヘラルド・トリビューンに掲載された。オリジナルのネガ（ガラス乾板）はアイロンマウンテン社の管理する施設に保管されているが、その後左上隅が欠けて紛失しており、乾板そのものも1996年に落下の衝撃で5枚に割れてしまっている。

### 帰属
2000年頃に作業員たちを特定するため写真の権利を保有するコービス社は新聞広告を出したり私立探偵に依頼するなど精力的な調査をおこなったが、全員の名前を突き止めるには至らなかった。しかしこれまでに家族を名乗る人間が何人も現れており、その主張に従えば、彼らの大半はアイルランド系の移民である。第37回トロント国際映画祭に出品されたドキュメンタリー映画『空中ランチ』も、彼らがアイルランド出身であるという証拠を提示した作品である。しかし4人に1人が職を失っていた当時のニューヨークにさえアイルランド人たちが職を求めてやってきたというのは事実であっても、実際にモデルが彼らだと証明することはきわめて難しい。
70年近くもの間この写真は「撮影者不明」とされていたが、2003年からコービス社はチャールズ・C・エベッツの家族の主張を認め、エベッツの名をクレジットするようになった。しかしこの撮影現場には他にもカメラマンがいたことが明らかになって以降、同社はこれを確かな情報とはしていない。
つまりコービス社のアーキビストによれば、一見自然な昼食休憩を撮影したかにみえるこの写真は「営業努力」の賜物だった。被写体こそ本物の作業員だが、新しい摩天楼を宣伝したいロックフェラー・センターが舞台を演出したのであり、実際のところこの日はエベッツだけでなく何人ものカメラマンが用意されていた。例えば作業員たちが同じ場所でうたたねをしている写真も存在するが、それもこの日に撮影されたものである。